# Oria (Italie)
Pour les articles homonymes, voir Oria.
Oria est une commune italienne d'environ 15 000 habitants de la province de Brindisi, dans la région des Pouilles.

## Histoire

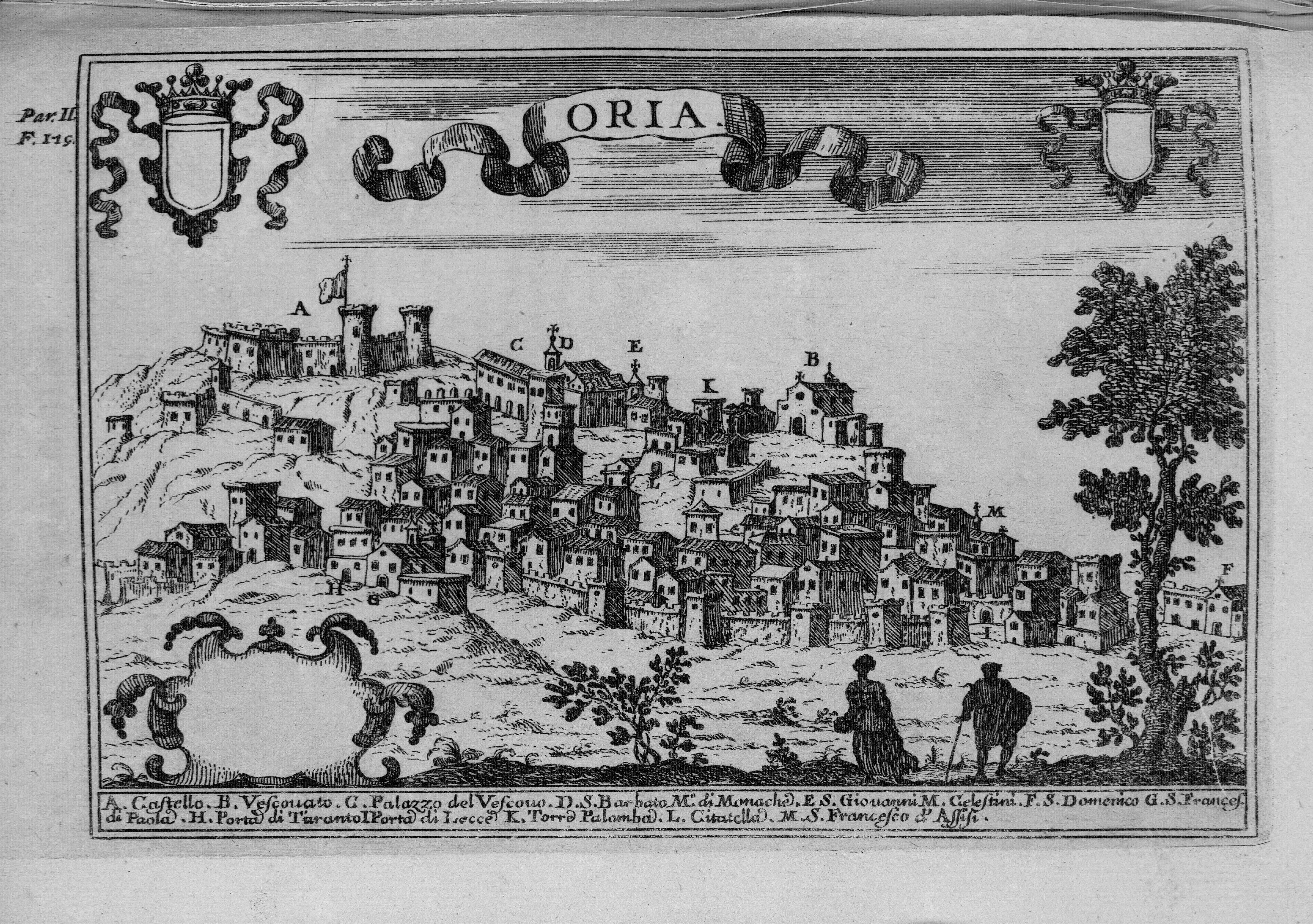
Oria au XVIIe siècle

Construite au sommet d'une colline, c'est une des plus anciennes villes de la région, ancienne capitale du peuple des Messapiens pendant l'Antiquité. Conquise par les Normands qui en firent un centre important, l'empereur Frédéric II y bâtit un imposant château au XIIIe siècle, encore existant de nos jours. Oria posséda aussi une importante communauté juive pendant tout le Moyen Age (elle donna notamment naissance au médecin Sabbataï Donnolo). La ville fut érigée en diocèse à la fin du XVIe siècle. Érigée en marquisat à la même époque, elle a appartenu un temps au saint cardinal Charles Borromée puis à la famille d'origine génoise des Imperiale. La ville d'Oria conserve à ce jour un patrimoine important lié à son histoire.
- Le château d'Oria

## Administration
| Période                                  | Période  | Identité        | Étiquette     | Qualité        |
| ---------------------------------------- | -------- | --------------- | ------------- | -------------- |
| 16/5/2011                                | En cours | Cosimo Pomarico | centre-gauche | bibliothécaire |
| Les données manquantes sont à compléter. |          |                 |               |                |

### Communes limitrophes
Erchie, Francavilla Fontana, Latiano, Manduria, Mesagne, Torre Santa Susanna

## Jumelages
- Lorch (Allemagne)
- Miękinia (Pologne)
- Sarteano (Italie)
- Novoli (Italie)

## Personnalités liées à la commune
- Barsanuphe de Gaza
- Gaideris de Bénévent
- Liste des évêques d'Oria

### Décès
- Ahimaatz ben Paltiel
- Quinto Mario Corrado

### Naissance
- Vincenzo Corrado
- Sabbataï Donnolo
- Giuseppe Renato Imperiali
- Francesco Milizia
- Quinto Mario Corrado